# Djävulen i kroppen
Djävulen i kroppen (franska: Le diable au corps) är en fransk dramafilm från 1947 i regi av Claude Autant-Lara, med Micheline Presle och Gérard Philipe i huvudrollerna. Den utspelar sig under första världskriget och handlar om en ung förlovad kvinna som inleder ett förhållande med en 17-årig pojke medan hennes fästman är på västfronten. Filmen bygger på romanen med samma namn av Raymond Radiguet. Inspelningen ägde rum i Parisområdet från 26 augusti till 21 december 1946.
Filmen hade urpremiär i Frankrike den 12 september 1947. Den gick upp på svenska biografer den 5 april 1948. Amerikanska National Board of Review utsåg den till en av 1949 års tio bästa filmer på amerikanska biografer.

## Medverkande
- Gérard Philipe som François Jaubert
- Micheline Presle som Marthe Grangier
- Jean Debucourt som François far
- Denise Grey som Marthes mor
- Palau som monsieur Marin
- Jean Varas som Jacques Lacombe
- Germaine Ledoyen som François mor